# Super Marco May

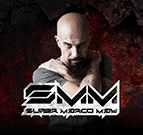
Super Marco May

Super Marco May (bürgerlicher Name Marco Capri) (* 10. Juli 1976 in La Spezia, Italien) ist ein italienischer Hardstyle-DJ und -Produzent.

## Musikalische Entwicklung
Seit 2000 begann Marco Capri Hardstyle zu spielen und wurde in viele italienische Nachtclubs und zu Veranstaltungen eingeladen, wie Schock E-Mission, The Hardest, Conflict.01, Kick It, Dorian Gray, Overdrive, We Love Hard, InToNation.
Er gilt als einer der repräsentativen DJs der italienischen Hardstyle-Musik und wurde ab 2003 auch in den Niederlanden, Deutschland, Spanien und der Schweiz bekannt. Er war beteiligt bei Events von Qlimax, Defqon 1, Ground Zero, X-Qlusive, Multigroove, QlubTempo, Decibel, Hard Bass, Energie und anderen. 2016 hatte er Auftritte in den Vereinigten Staaten und Kanada, wo er am Tour Trauma Harder in Edmonton (Kanada), San Francisco (USA) und Los Angeles (USA) teilnahm.

## Projekte
Gestartet als Techno-DJ, begann er Kick und Reverse Bass in seinen Produktionen zu kombinieren. Zusammen mit anderen DJ-Freunden gründet er eine neue musikalische Bewegung, die dem Namen Hardstyle in Italien und im Ausland durchsetzte. 2013 gründet er Blackout Records, ein italienisches Label, das junge Talente aus der Hard Dance Music-Szene vermarkten möchte.

## Diskografie
Singles
- 1998 – Super Marco May – Typhoon – (Edison)
- 2000 – Super Marco May – Wap (Sigma Records)
- 2001 – Super Marco May – Time Machine (Sigma Records)
- 2002 – Super Marco May – Hardstyle – (Sigma Records)
- 2002 – Super Marco May – Little Man – (Sigma Records)
- 2002 – Super Marco May – D.U.P.L.E – (Sigma Records)
- 2003 – S.M.M. – Partyflock – (Sigma Records)
- 2003 –  Super Marco May vs. Jimmy the Sound – No Limit – (Sigma Records)
- 2003 – Super Marco May & Yago – Legend (Sigma Records)
- 2004 –  Super Marco May – Take Off – (Sigma Records)
- 2006 – Super Marco May vs.iG BounCe & Dartqai – Day Of Judgment (Poseidon Records)
- 2008 – Super Marco May  feat Mad Bob – Fuera De Cabeza (Suntec)
- 2008 – Super Marco May – Dorian Gray
- 2014 – Super Marco May – XTC – (Blackout Records)
- 2014 – Super Marco May vs. Skyron – Our Madness – (Blackout Records)
- 2014 – Super Marco May – Mastermind – (Blackout Records)
- 2014 – Super Marco May vs. Skyron – Dub Trip – (Blackout Records)
- 2016 – Super Marco May – Are U Listening – (Blackout Records)
- 2016 – Super Marco May feat  MC Fixout – Why Not – (Blackout Records)

Kompilationen
- 2003 – Super Marco May / The Beholder & Ballistic – Hard Bass Extreme: The 3rd Edition (Seismic Records)
- 2005 – Super Marco May – Partyshock Vol. 01 (Atlantis)
- 2006 – Tatanka & Super Marco May – I’m Hardstyle 3 (Atlantis)